# Spiritbox
Spiritbox — канадський хеві-метал-гурт із Вікторії, Британська Колумбія, заснований гітаристом Майком Стрінгером і вокалісткою Кортні Лаплант у жовтні 2017 року. Повний склад гурту включає подружню пару Лаплант і Стрінгер, а також барабанщика Зева Роуза і басиста Джоша Ґілберта. Стиль гурту включає елементи електроніки та різноманітні впливи, перетинаючи кілька піджанрів металу, беручи коріння з металкору та прогресивного металу. Станом на березень 2024 року музику гурту випускає їхній лейбл Pale Chord у партнерстві з Rise Records.
ЛаПлант і Стрінгер були учасниками Iwrestledabearonce, але були незадоволені своєю роллю і заснували Spiritbox, щоб краще виразити свою творчість. Вони випустили дебютний мініальбом Spiritbox (2017), а потім другий мініальбом Singles Collection (2019) із розширеним складом. Spiritbox спочатку отримали фан-базу, зосередившись на просуванні в Інтернеті, і представляли музику через серію популярних музичних відео, перш ніж дебютувати як гастрольний гурт у 2020 році. Вони продовжували набирати популярність завдяки кільком синглам, які досягли чартів Billboard, перш ніж випустили дебютний альбом Eternal Blue (2021), який увійшов до американського Billboard 200 під номером 13. Вони випустили третій мініальбом, Rotoscope, у 2022 році та четвертий мініальбом, The Fear of Fear, у 2023 році.

## Історія

### 2015—2019: становлення та перші роки

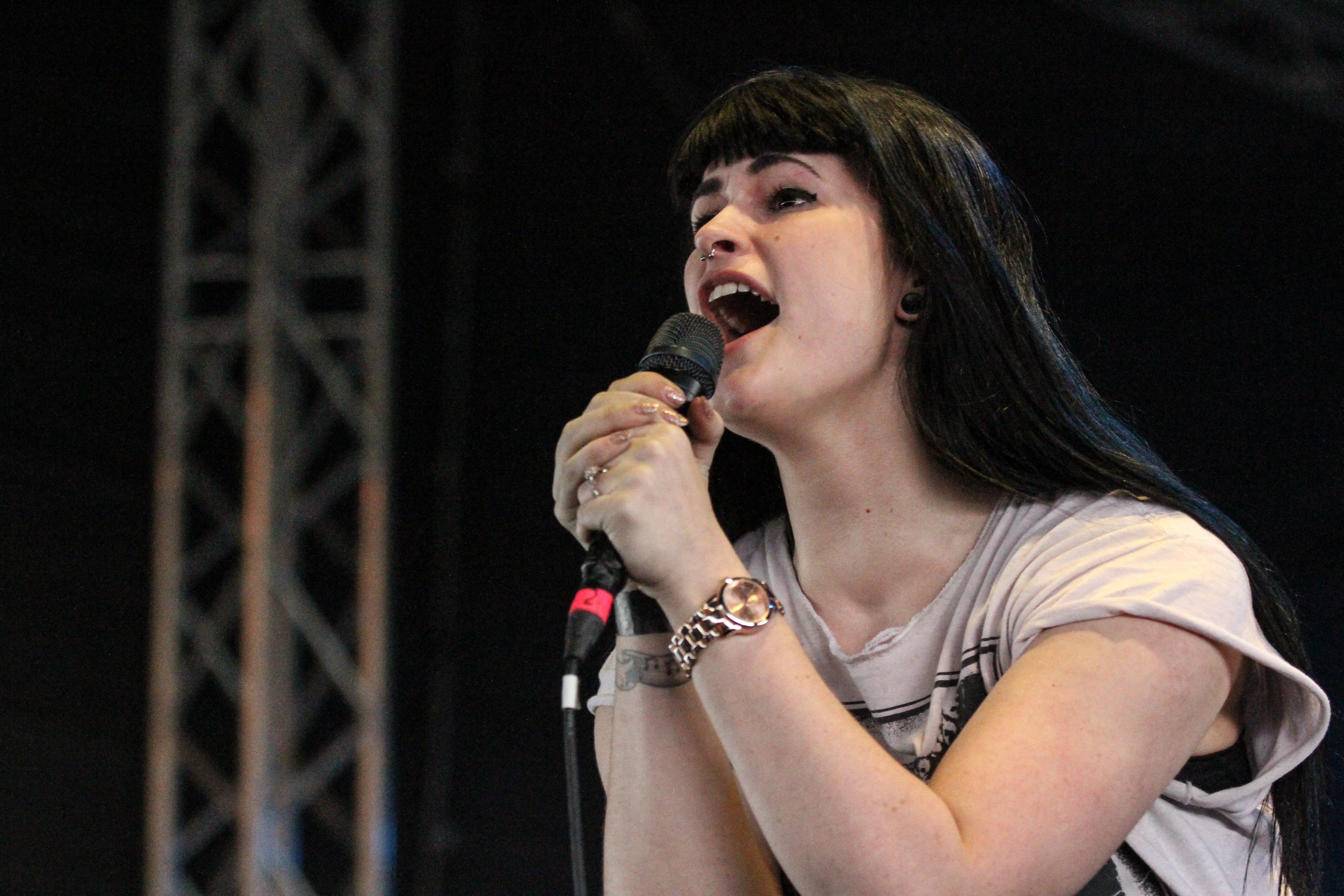
Кортні ЛаПланте, яка виступала з Iwrestledabearonce у 2013 році, залишила цей гурт у 2015 році на користь Spiritbox.

До співзаснування Spiritbox співачка Кортні Лаплант і гітарист Майк Стрінгер обидва були учасниками Iwrestledabearonce. У цей час пара була заручена, з 2011 року вони хотіли створити власний спільний музичний проєкт. Наприкінці 2015 року вони вирішили покинути гурт. Лаплант і Стрінгер замінили по одному учаснику Iwrestledabearonce, і їх ніколи не влаштовував такий статус у гурті; вони також хотіли розвиватися у новому особистому та творчому напрямку. Пара вирішила відпочити від гастролей і повернутися додому, щоб знайти постійну роботу. Протягом 2015 року мультиінструменталіст Стрінгер представляв демо-записи пісень Лаплант у різних музичних стилях, щоб допомогти їм визначитися з напрямком для свого гурту. Лаплант і Стрінгер одружилися в 2016 році і почали записувати пісні через два тижні. Стрінгер написав партії барабанів для запланованого мініальбому, які були переаранжовані їхнім сесійним барабанщиком на той час, колишнім товаришем по гурту Iwrestledabearonce Майкі Монтгомері. Лаплант і Стрінгер записали мініальбом у домашній студії разом із другом Тімом Кревістоном. Зведенням та мастерингом займався колишній учасник Volumes Ден Браунштейн у Лос-Анджелесі.
9 жовтня 2017 року ЛаПлант і Стрінгер оголосили про заснування гурту Spiritbox у Вікторії, Британська Колумбія. Лаплант пояснила, що Iwrestledabearonce не робила жодних заяв щодо їхньої ситуації, тому 25 жовтня вона офіційно підтвердила свій вихід з Iwrestledabearonce. Зрештою, Spiritbox зібрав понад 38 000 доларів США від FACTOR (Фонд допомоги канадським талантам у сфері звукозапису), який фінансується урядом Канади та приватними телерадіокомпаніями, для підтримки запису та гастролей гурту. Під назвою Spiritbox 27 жовтня 2017 року пара випустила однойменний мініальбом із семи пісень, який послідував за синглом «The Beauty of Suffering». Невдовзі після цього проєкт призупинили на деякий час, оскільки учасники не могли зіграти пісні на живих виступах без додаткових музикантів.
У 2018 році Білл Крук з поппанк гурту Living with Lions приєднався до гурту як постійний басист. Незабаром після цього вони залучили постійного барабанщика Раяна Лорке, який також грав у гурті Shreddy Krueger з Келоуни. Джейсон Маго, колишній менеджер Iwrestledabearonce, заснував лейбл Pale Chord для випуску музики Spiritbox через угоду про дистрибуцію з The Orchard. Мажо порадив гурту просувати музику Spiritbox онлайн протягом двох років замість того, щоб вирушати в дорогі гастролі. У той час як Spiritbox нарощував фанатську базу, 26 квітня 2019 року вони випустили мініальбом із п'яти пісень під назвою Singles Collection. Протягом 2018 та 2019 років гурт створив більшість пісень для запланованого дебютного альбому.

### 2020—2021:Eternal Blue
У 2020 році Лерке покинув гурт, натомість до складу гурту увійшов барабанщик з Філадельфії Зев Роуз (повне прізвище Розенберг). Дебютний повноформатний альбом гурту Eternal Blue спочатку був запланований на 2020 рік, але виробництво перервалось через пандемію COVID-19. З тієї ж причини було скасовано перший тур гурту на підтримку After the Burial в Європі. 3 липня 2020 року Spiritbox випустили сингл «Holy Roller», який досяг критичного та комерційного успіху, дебютувавши під No. 25 на Billboard Hot Hard Rock Songs.. Оригінальна версія пісні протрималася сім тижнів під No. 1 на Liquid Metal's Devil's Dozen компанії Sirius XM і була визнана слухачами станції найкращою піснею 2020 року. У вересні 2020 року Spiritbox оголосили про підписання контракту з Rise Records у рамках партнерства лейблу з Pale Chord.
4 жовтня 2020 року гурт випустив ремікс на «Holy Roller» за участю Рьо Кіношіти з Crystal Lake. Ремікс провів п'ять тижнів під другим номером на Devil's Dozen. 4 грудня 2020 року Spiritbox представили пісню «Constance» про деменцію, присвячену бабусі Лаплант. Того ж місяця читачі журналу Kerrang! проголосували за Spiritbox як «Новий гурт року». Постійний випуск «суперпопулярних» музичних відео створив очікування майбутнього альбому Spiritbox.
У січні 2021 року журнал Revolver включив майбутній реліз Spiritbox до списку «60 найбільш очікуваних альбомів 2021 року». Через правила карантину гурт зібрався в ізоляції в студії в Джошуа-Трі, Каліфорнія, щоб продовжити роботу над дебютним альбомом. Вони встановили кінцевий термін до квітня 2021 року, щоб гарантувати, що альбом вийде цього року. Третій сингл з альбому «Circle with Me» вийшов 30 квітня 2021 року. У травні Лаплант з'явилась на обкладинці травневого номера Kerrang!. 25 травня 2021 року гурт випустив сингл «Secret Garden», який потрапив у топ-40 чарту Billboard Mainstream Rock. Поки гурт записував альбом, Музей Греммі попросив Spiritbox виконати та записати живу акустичну версію пісні «Constance» у рамках серії Collection: Live у церкві в супроводі струнного ансамблю. Прем'єра акустичної версії пісні відбулася в липні 2021 року. У липні 2021 року гурт знову спробував гастролювати на підтримку Limp Bizkit у США; який також було скасовано через кілька дат через безпекові проблеми, пов'язані з пандемією. Перерване турне з Limp Bizkit призвело до багатьох несподіваних витрат гурту; співак Shinedown Брент Сміт запропонував Spiritbox 10 000 доларів США, щоб покрити витрати на втрачене турне, а We Came as Romans відмовилися від орендної плати за освітлення сцени. За словами Стрінгера, Сміт був чуйним і не хотів, щоб гурт розпався через фінансові труднощі. Сміт вирішив зробити пожертву, незважаючи на те, що раніше ніколи не зустрічався з гуртом. Останній сингл, «Hurt You», вийшов напередодні альбому 20 серпня 2021 року.
Станом на кінець серпня 2021 року кількість прослуховувань пісень гурту перевищила 80 мільйонів на всіх світових потокових платформах. Всі фізичні релізи та більшість мерчендайзингових позицій були розпродані. До цього часу Alternative Press, Kerrang! і Metal Hammer назвали Eternal Blue одним із найбільш очікуваних дебютних альбомів 2021 року.
Наближаючись до релізу Eternal Blue у середині вересня 2021 року, Лаплант повідомила, що барабанщик Роуз став офіційним учасником Spiritbox. З моменту приєднання на початку 2020 року Роуз не фотографувався з гуртом, що призвело до припущень, що він не був офіційним учасником, хоча Лаплант пояснила, що це було пов'язано з обмеженнями на подорожі під час пандемії COVID-19, які не дозволили Роузу фізично приєднатися до гурту у Вікторії. Гурт зустрівся з Роузом особисто лише за два дні до початку свого першого туру.
Eternal Blue вийшов 17 вересня 2021 року, отримавши позитивні відгуки критиків. Лаплант сказала, що вважає Eternal Blue реалізацією «[її] справжнього голосу». Альбом посів 13-те місце в американському чарті Billboard 200, 3-тє місце в чарті Top Album Sales, а також очолив чарти Billboard Top Rock Albums та Hard Rock Albums. Альбом посів позицію No. 8 в чартах ARIA і 19 місце в UK Albums Chart. За даними Pollstar, з моменту відкриття у травні 2020 року по жовтень 2021 року офіційний магазин сувенірної продукції Spiritbox зібрав 1 мільйон доларів, а його продажі приносили від 30 000 до 60 000 доларів щомісяця.

### 2021— дотепер: повернення до гастролей і мініальбоми

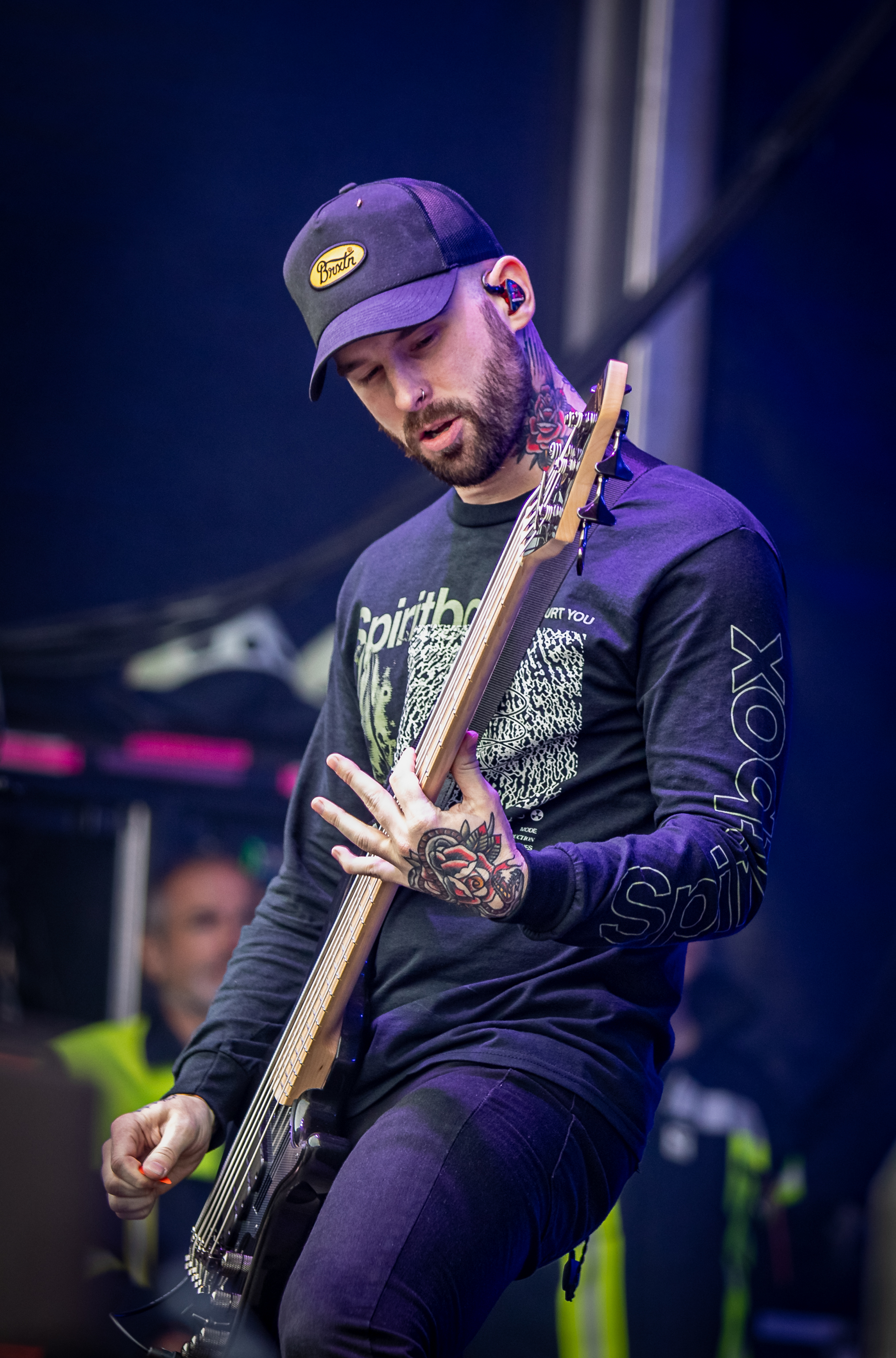
Джош Ґілберт почав грати з Spiritbox у 2022 році.

У жовтні 2021 року Spiritbox виступили як хедлайнери круїзу S.S. Neverender, організованого партнером Norwegian Cruise Line, компанією Sixthman, разом із Coheed and Cambria. У серпні 2021 року Spiritbox оголосили одним із допоміжних гуртів у турі Voyeurist гурту Underoath разом із Bad Omens і Stray from the Path у лютому та березні 2022 року. У травні 2022 року дабстеп-виконавець Illenium випустив сингл «Shivering», який демонстрував Spiritbox у їхньому дебютному альбомі. Кілька днів потому Ghost оголосили, що Spiritbox будуть гостями разом із Mastodon на розігріві другого північноамериканського туру Imperatour у серпні та вересні 2022 року. Однак Spiritbox оголосив про вихід басиста Білла Крука менше ніж через тиждень, спільне рішення гурту. Spiritbox швидко залучили Джоша Ґілберта, який нещодавно покинув As I Lay Dying, як тимчасового гастрольного басиста. У квітні 2023 року він став постійним учасником.
22 червня 2022 року гурт випустив мініальбом Rotoscope з трьох пісень та відео на титульний трек «Rotoscope». Guitar World зазначили, що титульний трек був танцювальним номером, тоді як інші два треки «Sew Me Up» і «Hysteria» були «аранжуваннями зі смаком синтезатора». У листопаді 2022 року Spiritbox оголосили про свій перший хедлайнерський тур Сполученими Штатами; до них приєдналися After the Burial та Intervals з квітня по травень 2023 року. 7 березня 2023 року Falling in Reverse анонсували Popular Monstour, тур Сполученими Штатами, під час якого Spiritbox виступили як гість на шести шоу. Однак у наступні дні фронтмен Falling in Reverse Ронні Радке потрапив у полеміку після того, як фанат, який звинуватив його в нападі, отримав агресивну відповідь від Радке у Twitter. 13 березня Spiritbox оголосили у своєму Twitter-акаунті, що відмовилися від запланованих дат туру.
19 квітня 2023 року гурт випустив новий сингл «The Void». Через два тижні було оголошено, що гурт виступить на підтримку осінньої частини туру Shinedown Revolutions Live разом із Papa Roach. 25 серпня гурт випустив ще один новий сингл «Jaded», а також анонсував новий мініальбом. 13 жовтня 2023 року гурт випустив сингл «Cellar Door». Мініальбом Fear of Fear вийшов 3 листопада 2023 року на Pale Chord і Rise. У той же день гурт випустив відеокліпи на пісні «Ultraviolet» і «Angel Eyes». Вони також випустили кліп на пісню «Too Close/Too Late» 4 листопада. 9 листопада 2023 року гурт співпрацював з реперкою Megan Thee Stallion над реміксом її пісні «Cobra». Пізніше того ж місяця «Jaded» номінували на 66-й церемонії вручення премії «Греммі» як «Краще метал-виконання».

## Музичний стиль і впливи
Spiritbox використовує кілька музичних стилів на основі хеві-металу. Макс Морін написав для Metal Injection, що спроба присвоїти гурту ярлик одного жанру є «безглуздою». Критики описували їх стиль як металкор, альтернативний метал, прогресивний метал, джент, постметал, хард-рок, дезкор і ню-метал. Їх також назвали «постметалкор». Джон Д. Б'юкенен з AllMusic писав, що «[Spiritbox echos] діє як Tesseract, Deftones і Evanescence, їхнє звучання — що містить елементи металкору, ню-металу, прогу, шугейзу та дженту — поєднує нищівну тяжкість з атмосферною ефірністю, у той час як багатогранний голос Кортні Лаплант змінюється від чудової мелодичності до вимучених криків і вереску». Боббі Олів'є з Billboard писав, що гурт демонстрував різноманітні аспекти від ембієнту до індастріалу. Елі Еніс з Revolver описав музичний стиль гурту як аранжування «альт-металу з елегантним вокалом і громовим грувом». В інтерв'ю 2019 року Лаплант сказала, що музика гурту була створена на основі прогресивного металу, а потім зведена до остаточної версії пісень. Однак вона більш точно визначила Spiritbox як металкор-гурт перед випуском Eternal Blue, хоча вона також сказала, що «[її] головна мета з цим гуртом — гнучкість».
Гурт інтегрує електронні елементи у своє звучання як відмінні характеристики, як частину музичного жанру, що розвивається завдяки художньому використанню нових технологій. Guitar World писав, що Spiritbox «успішно освоїли мистецтво цифрового металу», «повністю зберігаючи власний звук». Цифровий синтезатор з'являється як особливий звуковий аспект більшої частини музики гурту. Spiritbox поєднали електронні стилі, черпаючи натхнення від попмузики 1980-х років Nine Inch Nails та ранніх постпанк-гуртів як-от The Cure. Гурт визнав, що вплив готичного року і попгуртів 1980-х років, втілених у простих музичних композиціях через синтезаторний мінімалізм у «повітряних» структурах пісень, надихнув стиль Spiritbox.
Лаплант і Стрінгер назвали Alexisonfire і Protest the Hero раннім музичним впливом, який перенісся на їхню роботу в Spiritbox. Гурт назвав Depeche Mode і Tears for Fears особливо значним впливом. Стиль гри Стрінгера на гітарі включає в себе «техніку скрейпування в стилі Gojira». Лаплант назвала Tesseract, Deftones, Кейт Буш та Емі Лі як вплив; і згадала, що Meshuggah був її «прапороносцем» у хеві-металі. Вона також висловила захоплення Gojira, Б'єрк, Бейонсе і FKA Twigs.
Перший досвід з дез-гроулом Лаплант отримала під час прослуховування Cannibal Corpse у віці п'яти років, що переросло в помітний інтерес до різкого вокалу в її ранньому підлітковому віці, коли вона слухала ню-метал. У віці вісімнадцяти років Лаплант вперше додала екстрім-вокал у брейкдаун-пісні, написаної її братом. Вона сказала, що необхідно розширювати межі жанру металкор, будучи інклюзивним і прогресивним, щоб залишатися актуальним. Її вокальне фразування, засноване на музичній експресії, відчуває вплив сучасних артистів R&B, таких як Doja Cat, H.E.R., SZA та The Weeknd. Спів Лаплант отримав визнання музичних критиків. Морен назвав її «однією з найкращих вокалісток сучасної метал-сцени». Сем Коуре з Kerrang!підкреслює її вокальне виконання, кажучи, що «небагато фронтменів справляються з переходом від чистого до екстрім-вокалу із майстерністю, глибиною та лютістю Кортні Лаплант».

## Склад гурту

Spiritbox наживо на Rock am Ring 2023
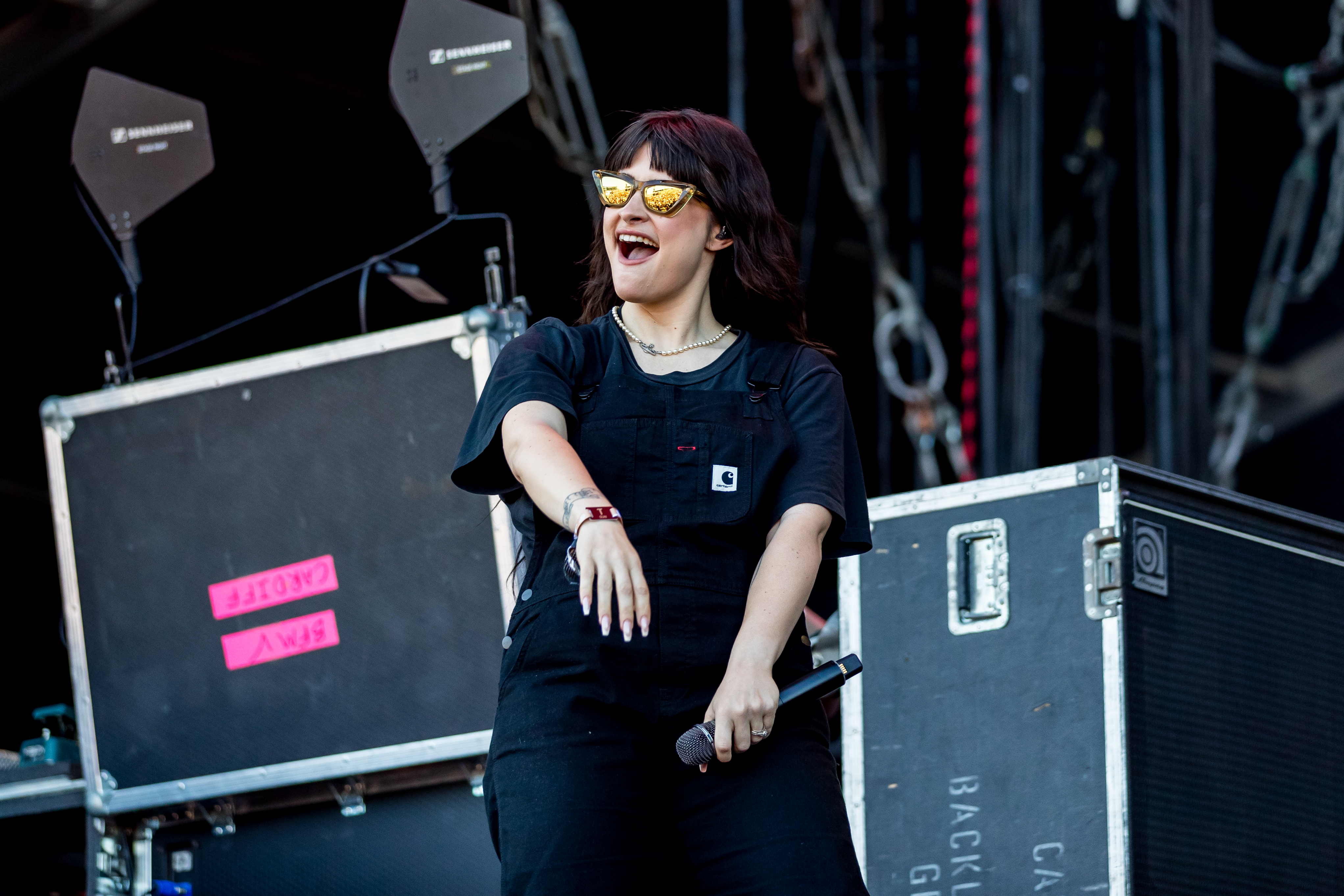
Кортні Лаплант
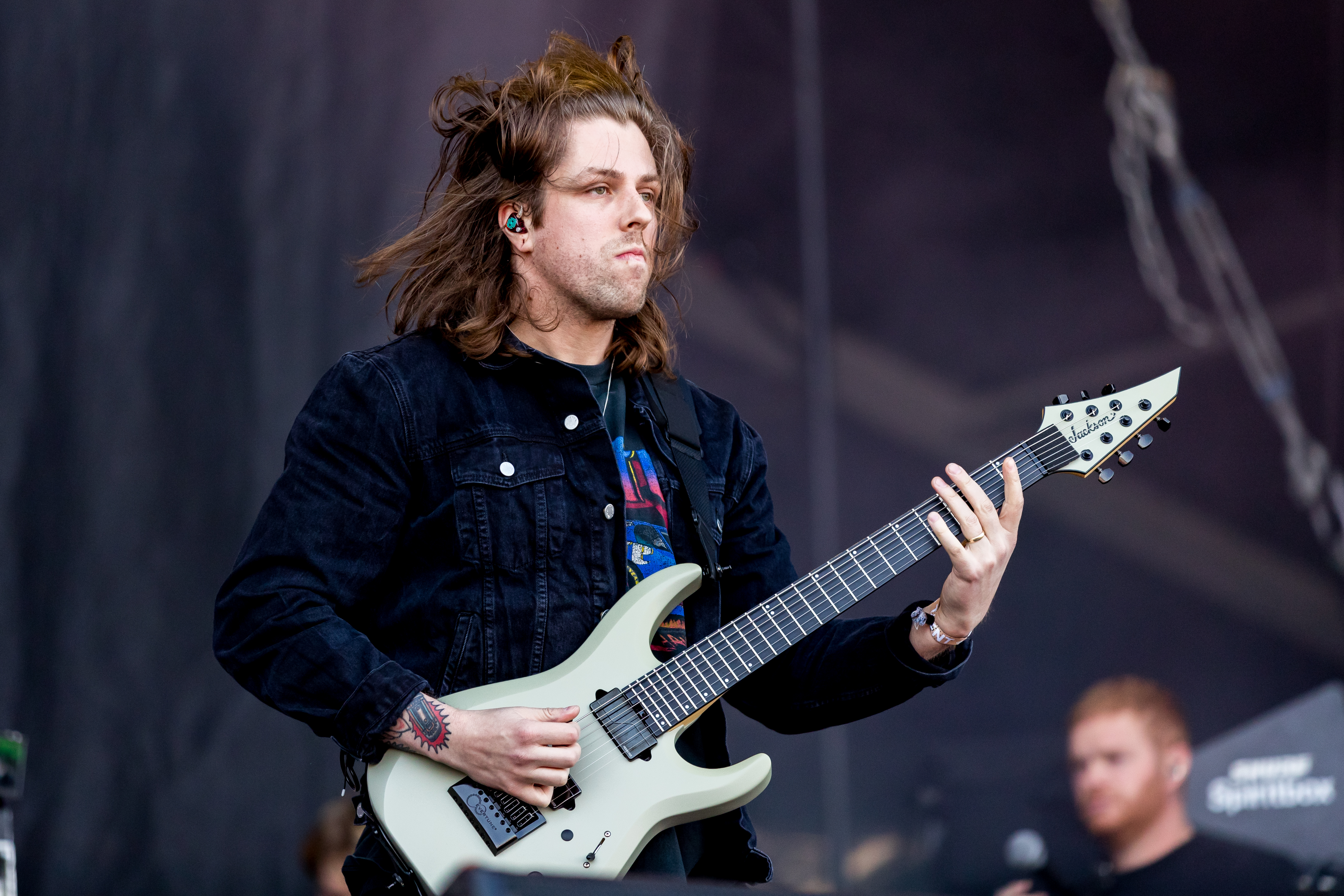
Майк Стрінгер
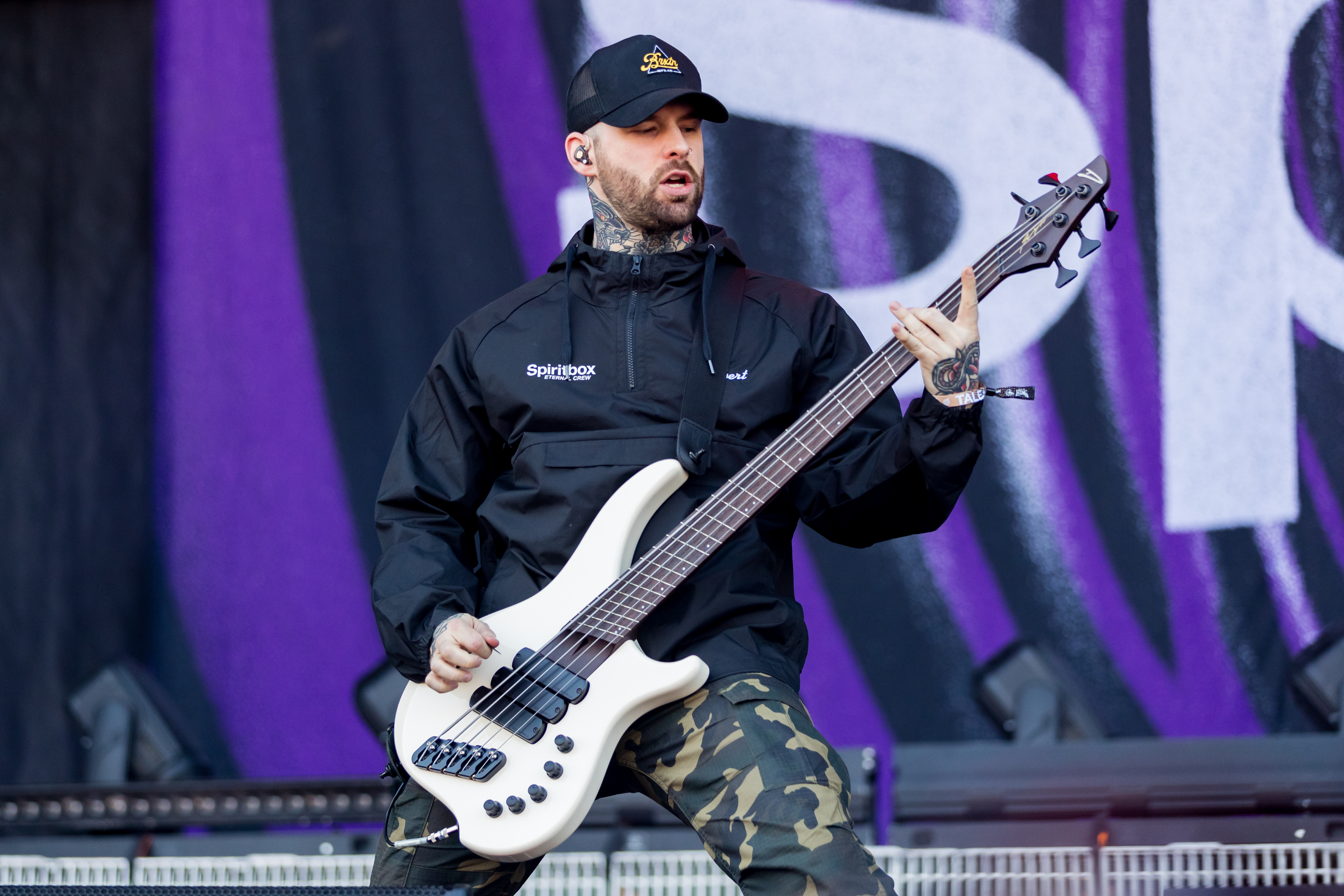
Джош Ґілберт
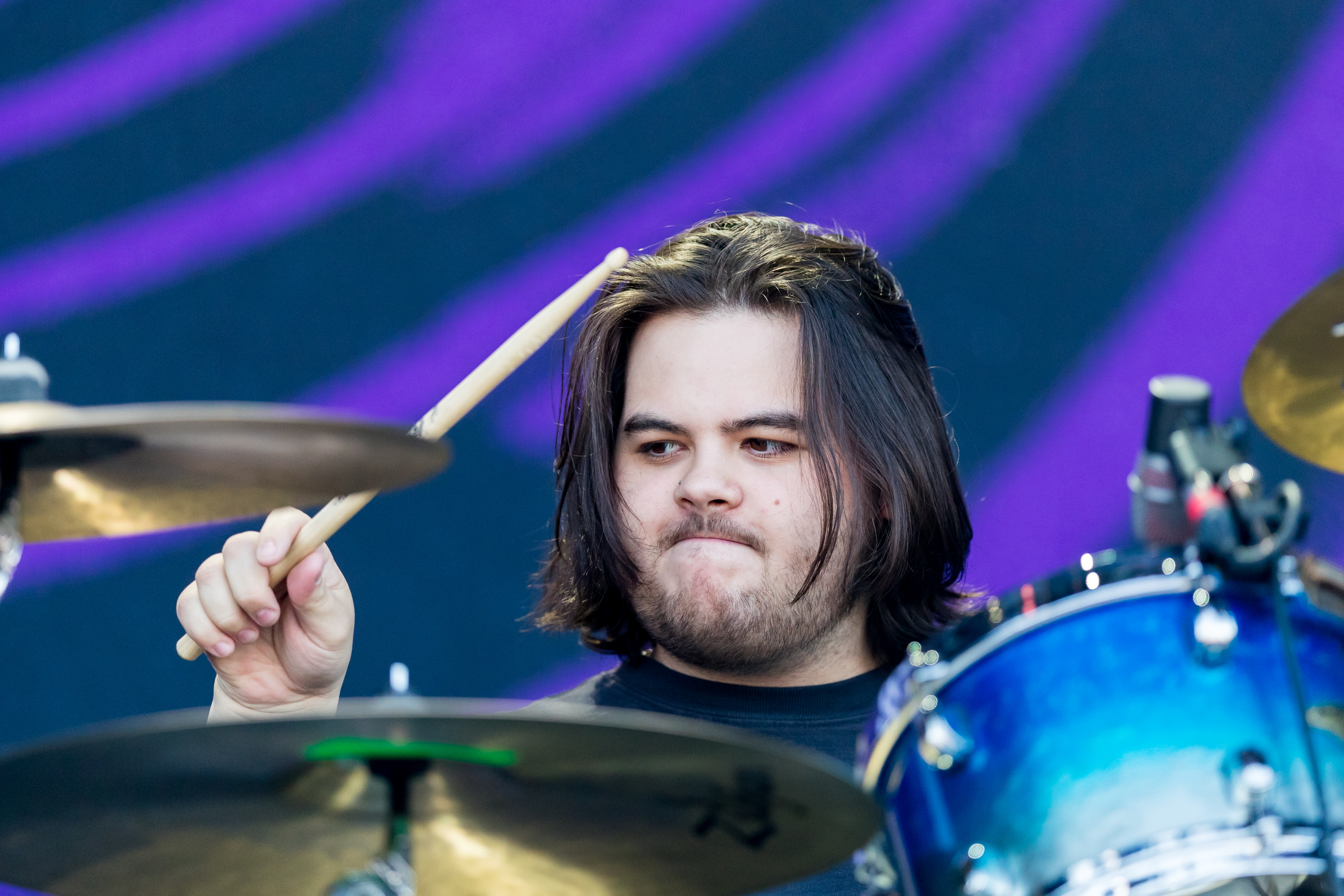
Зев Розенберг

| - Spiritbox наживо на Rock am Ring 2023 - Кортні Лаплант - Майк Стрінгер - Джош Ґілберт - Зев Розенберг Поточний склад - Кортні Лаплант — вокал (з 2016) - Майк Стрінгер — гітари (з 2016); барабани (2016—2018); бас (2016—2018, 2022—2023) - Зев Розенберг — барабани (з 2020) - Джош Ґілберт — бас (з 2023; гастролі 2022—2023) Колишні учасники - Раян Лерке — барабани (2018—2020) - Білл Крук — бас (2018—2022) Колишні сесійні музиканти - Майк Монтгомері — барабани (2017) |

Шкала

## Дискографія
Студійні альбоми
- Eternal Blue (2021)
- Tsunami Sea (2025)

#### Мініальбоми
- Spiritbox (2017)
- Singles Collection (2019)
- Rotoscope (2022)
- The Fear of Fear (2023)

## Нагороди та номінації

### Нагороди Греммі
| Рік  | Пісня   | Нагорода                 | Результат  | Прим.                      |
| ---- | ------- | ------------------------ | ---------- | -------------------------- |
| 2024 | «Jaded» | Найкраще метал-виконання | Номіновано | [ 9 ] [ 89 ] [ 90 ] [ 91 ] |

### Heavy Music Awards
Heavy Music Awards — це щорічна церемонія вручення нагород у партнерстві з Amazon Music і Ticketmaster .
 
| Рік  | Гурт      | Нагорода                             | Результат | Прим.   |
| ---- | --------- | ------------------------------------ | --------- | ------- |
| 2021 | Spiritbox | Найкращий міжнародний проривний гурт | Перемога  | [ 115 ] |

### Премія «Джуно»
| Рік  | Номіновано   | Нагорода                             | Результат | Прим.           |
| ---- | ------------ | ------------------------------------ | --------- | --------------- |
| 2022 | Spiritbox    | Проривний гурт року                  | Номінація | [ 116 ] [ 117 ] |
| 2022 | Eternal Blue | Альбом року в жанрі метал/гард-метал | Номінація | [ 116 ] [ 117 ] |

### Незалежні кінопремії Саскачевану
Нагорода незалежного кіно Саскачевану — це церемонія, яку щорічно вручає кооператив Saskatchewan Filmpool на честь досягнень незалежного кіно провінції .
 
| Рік  | Пісня       | Нагорода                | Результат | Прим.   |
| ---- | ----------- | ----------------------- | --------- | ------- |
| 2021 | «Constance» | Найкращий музичний кліп | Номінація | [ 119 ] |

### Саскачеванська музична премія
Saskatchewan Music Awards — це щорічна церемонія вручення нагород, заснована в 2018 році для вшанування досягнень музичної індустрії провінції.
| Рік  | Номіновано   | Нагорода           | Результат | Прим.   |
| ---- | ------------ | ------------------ | --------- | ------- |
| 2020 | «Blessed Be» | Музичний кліп року | Перемога  | [ 121 ] |